# Mănăstirea (Călărași)
Pour les articles homonymes, voir Mănăstirea.
Mănăstirea est une commune du județ de Călărași en Roumanie.